# Таємниці горизонту
«Шедевр», або «Таємниці небокраю» (фр. Le Chef-d'Oeuvre ou Les mystères de l'horizon) — сюрреалістична олійна картина 1955 року Рене Маґрітта.
На картині зображено трьох, здавалося б, однакових чоловіків в капелюхах. Вони знаходяться на відкритому повітрі в сутінках. Хоча здається, що вони живуть в одному просторі, виглядає так, що кожен з них існує в окремій реальності. Кожен дивиться в інший бік. У небі над кожною фігурою окремий щораз більший півмісяць.
Чоловіки в капелюхах-казанках часто з'являються в роботах Маґрітта, починаючи з його картини 1926 року «The Musings of a Solitary Walker». Вони представлені такими, що мають невизначені або ідентичні особистості. На фотографіях самого Маґрітта часто можна побачити в казанку.
Маґрітт створив гуаш у 1964 році з тією самою темою, також під назвою Le Chef-d'Oeuvre ou les Mystères de l'Horizon (Шедевр або таємниці горизонту)